# 門羅氏麗鰕鱂
門羅氏麗鰕鱂，為輻鰭魚綱鯉齒目鰕鱂亞目鰕鱂科的其中一種，為熱帶淡水魚，被IUCN列為易危保育類動物，分布於非洲賴比瑞亞南部Mano河流域下游與聖保羅河流域，體長可達8公分，棲息在沿岸雨林覆蓋的溪流、沼澤底中層水域，生活習性不明，可作為觀賞魚。

## 擴展閱讀
維基物種上的相關：門羅氏麗鰕鱂